# Faro del Cabo Quilates
El faro del Cabo Quilates es un faro situado en el Cabo de Quilates, al este de Alhucemas, La Oriental, Marruecos. Está gestionado por la autoridad portuaria y marítima del Ministère de l'équipement, du transport, de la logistique et de l'eau.

## Historia
El ingeniero Francisco Bardán Mate proyectó el faro en 1928, y fue reformado posteriormente por Alfonso Caballero de Rodas. La obra fue finalizada en 1930 con un alcance de 26 millas.